# ادمستون (حوزه سرشماری)، نیویورک
ادمستون (به انگلیسی: Edmeston) یک منطقهٔ مسکونی در ایالات متحده آمریکا است که در شهرستان آتسگو، نیویورک واقع شده‌است. ادمستون ۱۱٫۳ کیلومتر مربع مساحت و ۶۵۷ نفر جمعیت دارد و ۳۶۸٫۸۱ متر بالاتر از سطح دریا واقع شده‌است.